# Науалинський сільський округ
Науали́нський сільський округ (каз. Науалы ауылдық округі, рос. Науалинский сельский округ) — адміністративна одиниця у складі Урджарського району Абайської області Казахстану. Адміністративний центр — село Науали.
Населення — 3075 осіб (2021; 4056 у 2009, 4403 у 1999, 4926 у 1989).
Станом на 1989 рік існувала Науалинська сільська рада (села Малак, Науали).

## Склад
До складу округу входять такі населені пункти:
| Населений пункт | Старі назви | Населення, осіб (1989) | Населення, осіб (1999) | Населення, осіб (2009) | Населення, осіб (2021) |
| --------------- | ----------- | ---------------------- | ---------------------- | ---------------------- | ---------------------- |
| Малак, село     | -           | 877                    | 708                    | 635                    | 507                    |
| Науали, село    | -           | 4049                   | 3695                   | 3421                   | 2568                   |